# 段敦厚
段敦厚（1954年5月—），白族，云南大理人，中华人民共和国政治人物，中国共产党党员。贵州大学哲学系哲学专业毕业，大学学历。历任中共贵州省委组织部副部长，安顺地委书记等职。2002年4月获任中共贵州省委常委，2005年调任安徽省委常委、省委组织部部长，2012年1月上调中央，任中华全国总工会副主席、书记处书记。